# 13. etape af Tour de France 2010
Trettende etape af Tour de France 2010 var en 196 km lang flad etape. Den blev kørt lørdag d. 17. juli fra Rodez til Revel.
- Etape: 13. etape
- Dato: 17. juli
- Længde: 196 km
- Danske resultater:

124. Jakob Fuglsang + 5.46
126. Matti Breschel + 5.46
127. Nicki Sørensen + 5.46
156. Chris Anker Sørensen + 7.04
158. Brian Vandborg + 7.04
- Gennemsnitshastighed: 44,1 km/t

## Point- og bjergspurter

### 1. sprint (Saint-Jean-Delnous)
Efter 47 km
| Vinder | Pierrick Fédrigo    | 6p |
| 2.     | Juan Antonio Flecha | 4p |
| 3.     | Sylvain Chavanel    | 2p |

### 2. sprint (Caraman)
Efter 158 km
| Vinder | Juan Antonio Flecha | 6p |
| 2.     | Pierrick Fédrigo    | 4p |
| 3.     | Sylvain Chavanel    | 2p |

### 1. bjerg (Côte de Mergals)
4. kategori stigning efter 24 km
| Plads | Navn                | Point |
| ----- | ------------------- | ----- |
| 1.    | Sylvain Chavanel    | 3     |
| 2.    | Pierrick Fédrigo    | 2     |
| 3.    | Juan Antonio Flecha | 1     |

### 2. bjerg (Côte de Bégon)
4. kategori stigning efter 31,5 km
| Plads | Navn                | Point |
| ----- | ------------------- | ----- |
| 1.    | Pierrick Fédrigo    | 3     |
| 2.    | Sylvain Chavanel    | 2     |
| 3.    | Juan Antonio Flecha | 1     |

### 3. bjerg (Côte d'Ambialet)
3. kategori stigning efter 72 km
| Plads | Navn                | Point |
| ----- | ------------------- | ----- |
| 1.    | Pierrick Fédrigo    | 4     |
| 2.    | Sylvain Chavanel    | 3     |
| 3.    | Juan Antonio Flecha | 2     |
| 4.    | Thomas Voeckler     | 1     |

### 4. bjerg (Côte de Puylaurens)
4. kategori stigning efter 125 km
| Plads | Navn                | Point |
| ----- | ------------------- | ----- |
| 1.    | Sylvain Chavanel    | 3     |
| 2.    | Pierrick Fédrigo    | 2     |
| 3.    | Juan Antonio Flecha | 1     |

### 5. bjerg (Côte de Saint-Ferréol)
3. kategori stigning efter 188,5 km
| Plads | Navn                | Point |
| ----- | ------------------- | ----- |
| 1.    | Alessandro Ballan   | 4     |
| 2.    | Aleksandr Vinokurov | 3     |
| 3.    | Nicolas Roche       | 2     |
| 4.    | Luis León Sánchez   | 1     |

## Resultatliste
|    | Navn                 | Land           | Hold                | Tid     |
| -- | -------------------- | -------------- | ------------------- | ------- |
| 1  | Aleksandr Vinokurov  | Kasakhstan     | Astana Pro Team     | 4:26.26 |
| 2  | Mark Cavendish       | Storbritannien | Team HTC-Columbia   | + 0.13  |
| 3  | Alessandro Petacchi  | Italien        | Lampre-Farnese Vini | + 0.13  |
| 4  | Edvald Boasson Hagen | Norge          | Team Sky            | + 0.13  |
| 5  | José Joaquín Rojas   | Spanien        | Caisse d'Epargne    | + 0.13  |
| 6  | Julian Dean          | New Zealand    | Garmin-Transitions  | + 0.13  |
| 7  | Anthony Geslin       | Frankrig       | Française des Jeux  | + 0.13  |
| 8  | Thor Hushovd         | Norge          | Cervélo TestTeam    | + 0.13  |
| 9  | Grega Bole           | Slovenien      | Lampre-Farnese Vini | + 0.13  |
| 10 | Lloyd Mondory        | Frankrig       | Ag2r-La Mondiale    | + 0.13  |
| 11 | Gerald Ciolek        | Tyskland       | Team Milram         | + 0.13  |
| 12 | Martijn Maaskant     | Holland        | Garmin-Transitions  | + 0.13  |
| 13 | Jürgen Roelandts     | Belgien        | Omega Pharma-Lotto  | + 0.13  |
| 14 | Samuel Sánchez       | Spanien        | Euskaltel-Euskadi   | + 0.13  |
| 15 | Christophe Moreau    | Frankrig       | Caisse d'Epargne    | + 0.13  |

## Manglende ryttere
- 171  Rein Taaramäe (COF) udgik.